# Arundel, Québec
Arundel är en kommun av typen kanton (municipalité de canton) i provinsen Québec i Kanada. Den ligger i regionen Laurentides, i den sydöstra delen av landet, 100 km nordost om huvudstaden Ottawa. Antalet invånare var 578 vid folkräkningen 2021. Landarean är 63 kvadratkilometer.
Kommunen är officiellt tvåspråkig (franska och engelska), med 59 % fransktalande och 39 % engelsktalande (modersmålstalare) vid folkräkningen 2021.